# گلدفینگر (رمان)
گلدفینگر (انگلیسی: Goldfinger) هفتمین رمان از مجموعه جیمز باند اثر ایان فلمینگ است که در ژانویه و فوریه ۱۹۵۸ نوشته‌شد و در مارس ۱۹۵۹ منتشر شد. داستان دربارهٔ جیمز باند، مامور مخفی سرویس اطلاعات مخفی، است که تحقیقاتی را در مورد آوریک گلدفینگر، قاچاقچی طلا، آغاز می‌کند که به نظر می‌رسد با اسمرش، سازمان اطلاعات شوروی، در ارتباط باشد. باند هنگام بررسی پرونده گلدفینگر به نتایج مهم‌تری می‌رسد؛ این‌که گلدفینگر قصد دارد ذخیره طلای ایالات متحده آمریکا را از فورت ناکس بدزد. در نتیجه باند باید با او مقابله کند.